# شوام
الشوام اسم لسكان منطقة بلاد الشام، وهو ليس تعبيراً عرقياً - لغوياً، فهو يشمل سكان هذه المنطقة على اختلافاتهم اللغوية من الأرامية السورية القديمة إلى العربية وإلى الكردية وبذلك هو وصف وتعبير جغرافي يشمل كامل سوريا الطبيعية، وأصبحت بلاد الشام بعد اتفاقية سايكس بيكو في بداية القرن العشرين مقسمة إلى أربع دول وهي: سوريا، والأردن، وفلسطين، ولبنان. ويُقدر عدد سكان بلاد الشام بحوالي الخمسين مليون تقريباً يتوزعون على أربعة دول ما بعد سايكس بيكو.
كما ينبغي التنبيه إلى أن سكان بلاد الشام (الشوام) يحصرون هذا الاسم بسكان مدينة دمشق الأصليين، العاصمة والمدينة العريقة والتي تسمى شام، هذه المدينة التي لعبت أدواراً سياسية هامة في تاريخ بلاد الشام عبر التاريخ، كما يسمي المصرين عاصمتهم القاهرة مصر. وسكان دمشق الاصلين مختلطين ككل العواصم الكبيرة، ويتم نسبهم إلى العرب والأتراك والأكراد أو إلى خليط من الشعوب شرق أوسطية. وخلال فترة قيام بلاد الشام كانت مركزاً ثقافياً وسياسياً مهماً وذلك لتوسطها طريق القوافل.

## ديموغرافيا
إثنياً غالبية الشوام هم من العرب إلى جانب أقليات معتبرة من الأكراد والأرمن والتركمان والشركس والسريان. أما دينياً فإنَّ غالبية الشوام هم من المسلمين من أهل السنة والجماعة إلى جانب أقليات علويَّة وشيعيّة. هناك أيضًا أعداد بارزة من المسيحيون من مختلف الطوائف والموحدون الدروز واليهود والأيزيديين وطوائف أصغر أخرى. أمّا لغوياً تعتبر اللغة العربية هي لغة الأغلبية بين الشوام ويفهمها معظم الأشخاص من أعراق الأخرى (مثل الأكراد والشركس والأرمن)، وتعتبر اللهجات الشامية أو لهجات سورية الكبرى هي لهجات اللغة العربية المحكية في بلاد الشام أو سورية الكبرى؛ وتقسم اللهجات الشامية عادة إلى قسمين كبيرين: اللهجات الشامية الشمالية (في غرب سوريا ولبنان بشكل عام وليس على وجه الدقة)، واللهجات الشامية الجنوبية (في شمال فلسطين وشمال غرب الأردن بشكل عام وليس على وجه الدقة).

## الشتات الشامي
نشط المغترب الشامي في القرنين الثامن عشر والتاسع عشر وتسارع مع نوائب القرنين العشرين والحادي والعشرين، وهو ممتد من أستراليا إلى أوروبا وأمريكا الشمالية ونظيرتها الجنوبية، وقد سطع نجم عدد وافر من الشخصيات الشامية المهجريّة في مناصب سياسية واقتصادية بارزة.

### مصر
استخدم مصطلح "شوام" في مصر خلال القرن التاسع عشر للإشارة إلى المسيحيين العرب من أبناء المهاجرين من بلاد الشام وينتمي غالبيتهم إلى الكنيسة الأرثوذكسية الشرقية والكنائس الكاثوليكية الشرقية (الكنيسة المارونية وكنيسة الروم الملكيين الكاثوليك) وقد لعبوا دورًا طليعيًا في تحديث المجتمع في مصر وعصرنته والانفتاح على الغرب الأوروبي وإنشاء دور الصحف وتحديث الطباعة والنشر وكذلك العمل في المهن الحرة والمصارف وكانوا جزءًا من الطبقة الثرية والمتعلمة. وقد انتقل بعض هؤلاء المفكرين ذوي الأغلبية المسيحية من سوريا ولبنان إلى القاهرة والإسكندرية التي كانت في ظل الخديوي إسماعيل المكان الأكثر انفتاحًا في الدولة العثمانية؛ برز منهم بشارة وسليم تقلا مؤسسي جريدة الاهرام، رجل الأعمال والمصرفي حبيب السكاكيني ورجال الأعمال من آل صابات، وأدباء وشعراء أمثال جورجي زيدان وخليل مطران وفرح أنطون، المسرحي جورج أبيض والسينمائي يوسف شاهين، وغيرهم.